# Keratoisis flexibilis
Keratoisis flexibilis är en korallart som först beskrevs av Pourtalès 1868.  Keratoisis flexibilis ingår i släktet Keratoisis och familjen Isididae. Inga underarter finns listade i Catalogue of Life.

## Bildgalleri

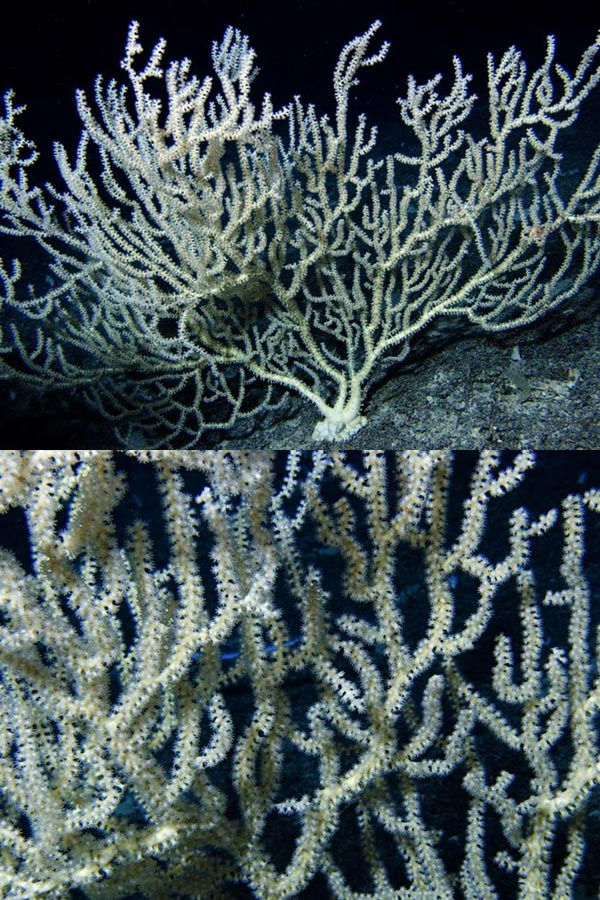
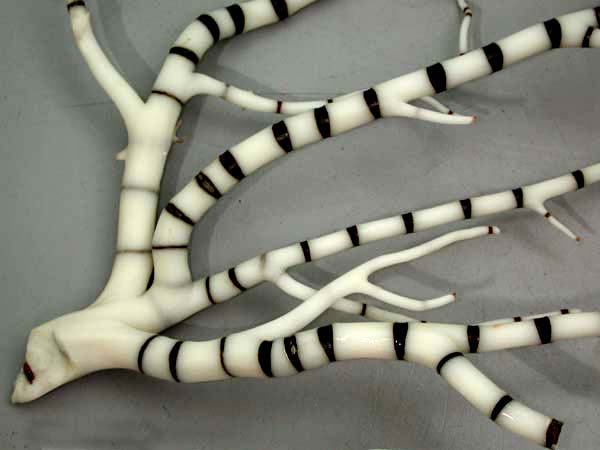
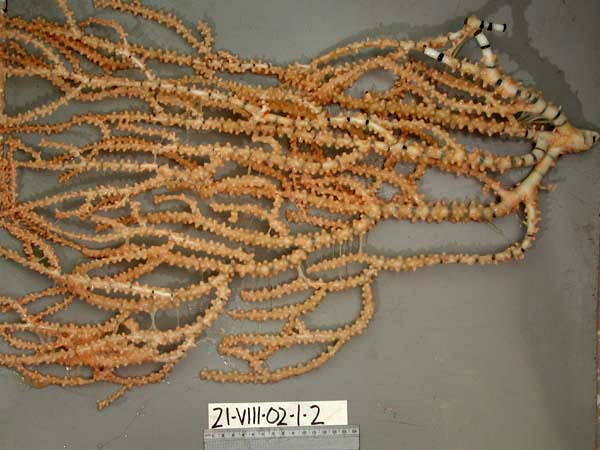